# Pseudacteon tubiceroides
Pseudacteon tubiceroides — вид паразитических мух горбаток из подсемейства Metopininae.

## Распространение
Европа (Венгрия).

## Описание
Длина крыла самцов равна 0,9 мм. 3-й усиковый членик вытянутый, ноги имеют желтовато-коричневую окраску, щупики — жёлтые. Грудь и гипопигий — коричневые. Найдены на Сыроежке вильчатой (Russula heterophylla). В качестве хозяев эта паразитическая муха предположительно использует муравьёв. Название дано по имени рода горбаток Tubicera, с усиками которых этот вид имеет сходство. Вид был описан английским энтомологом доктором Генри Диснеем (Henry R. L. Disney) из Кембриджского университета.